# اس‌تی‌اس-۶۰
اس‌تی‌اس-۶۰ (انگلیسی: STS-60) یکی از ماموریت‌های برنامه شاتل‌های فضایی بود که در تاریخ ۳ فوریه ۱۹۹۴ از پایگاه فضایی کندی به فضا پرتاب شد. این مأموریت حدوداً ۸ روزه توسط شاتل دیسکاوری انجام گرفت و نخستین مأموریت شاتل آمریکا طی برنامه شاتل-میر بود. طی این مأموریت برای نخستین بار فضانورد روس سرگئی کریکالف توسط شاتل آمریکا به فضا فرستاده شد، همچنین شاتل حامل دو ماژول تحقیقاتی به نام‌های SPACEHAB و Wake Shield Facility بود.